# ТВ-17 «Бережани»
17-й (Бережанський) Тактичний відтинок «Бережани» належав до Військової округи-3 «Лисоня», групи УПА-Захід. Командир «Левко» (Матвіїв Іван, 07.1945 - 09.1945).
- Відд. ?? «Гайдамаки» – сот. «Ясмін» (Верещанський Володимир, 09.1944 - арешт. 10.1946)
- Відд. ?? «Лісовики» – сот. «Кок» (Юхнович Іван, 04.1944 - †31.12.1944),  сот. «Крук» (Почигайло Ярослав, 15.01.1945 - 04.1945), сот. «Роман» (Кривенюк Володимир, 1945 - арешт. 22.12.1946)
- Відд. ?? «Риболовці» – сот. «Левко» (Головачук Степан, 1944 - †13.04.1945), сот. «Меч» (Шніцер Олександр, 01.09.1944 - арешт. 14.02.1946)
- Відд. ?? «Холодноярці» – сот. «Крук» (Федик Богдан, 03.1944 - 07.1944), сот. «Рен» (09.1944 - 11.1944), сот. «Овоч» (Рак Петро, 25.11.1944 - †24.08.1945 або 01-03.1947)